# Nick Jr. (Polska)
Nick Jr. – polskojęzyczna wersja amerykańskiego kanału dziecięcego Nick Jr. emitowanego przez MTV Networks Polska. Oferta programowa przeznaczona jest przede wszystkim dla dzieci w wieku od 2 do 9 lat.
Jest to drugi z cyklu dziecięcych i zarazem siostrzany kanał dostępnego w Polsce Nickelodeona również emitowanego przez MTV Networks. Przekaz satelitarny został wprowadzony w miejsce Nickelodeon Europe na satelicie Hot Bird. Poza polską ścieżką kanał był wyposażony także w angielską, arabską, chorwacką, rosyjską, rumuńską, serbską i węgierską wersję językową. Od 1 listopada 2015 roku kanał posiada tylko polską i angielską ścieżkę językową, a abonenci Polsat Box mają jeszcze dostęp do czeskiej, rumuńskiej, bułgarskiej, węgierskiej, serbskiej i słoweńskiej ścieżki.
Stacja emituje program 24 godziny na dobę. W ofercie programowej kanału znajdują się m.in.: Psi patrol i Blaze i mega maszyny.

## Programy Nick Jr.
- Barbapapa i jego rodzinka
- Blaze i megamaszyny
- Chomiki z Chomiboru
- Dora poznaje świat
- Mały Chef show
- Przygody Misia Paddingtona
- Psi patrol
- Reksin
- Rogata ekipa
- Rubble i jego ekipa
- Świnka Peppa
- Wielkie przygody małego rekina

### Emitowane dawniej
- Abby Hatcher
- Anna i przyjaciele
- Banda Beti
- Barley i Tabby z miasta na drzewie
- Bąbelkowy świat gupików
- Calvin i Kaison: Moc Zabawy
- Corn i Peg
- Dalej, Diego!
- Dora i przyjaciele
- Dzień, w którym Heniś poznał...
- Fifi
- Frankie i Frank
- Fresh Beat Band. Kapela detektywów
- Gotów, klaszcz, tańcz
- Grajmy razem!
- Kiva potrafi
- Kuchciwróżki
- Kot-o-ciaki
- Luluś
- Maks i Ruby
- Małe czarodziejki
- Małe królestwo Bena i Holly
- Mały Bill
- Ni Hao Kai Lan
- Rafcio Śrubka
- Rajdek - mała wyścigówka
- Rodzina Treflików
- Rycerka Nella
- Rubble i jego Ekipa
- Tickety Toc
- Top Wing Ptasia Akademia
- Santiago z mórz
- Shimmer i Shine
- Strażniczki tęczy
- Struś Oliwia
- Sunny Pogodna
- Śladem Blue
- Szefcio Miś
- Umizoomi
- Wallykazam!
- Wanda i Zielony Ludek
- Wspaniałe zwierzaki
- Wszyscy razem, śladem Blue
- Zack i Kwak